# Giljotina
Giljotina (v slovenščini so jo nekoč poskusili prevesti kot glavosečnica) je naprava za obglavljanje, ki so jo uporabljali še posebej v času francoske revolucije, ko je vladal Maximilien Robespierre (pred časom vladanja Napoleona). S to napravo so do leta 1794 obglavili več 10.000 ljudi, o katerih so menili, da so nasprotniki revolucije. Obglavljen je bil tudi Ludvik XVI. Giljotino so uporabljali še kasneje, v 2. svetovni vojni v Nemčiji pod Hitlerjevo diktaturo, je bilo med letoma 1933 in 1945 obglavljenih 16.500 ljudi. Uporabljali so jo do leta 1949, ko je bila smrtna kazen v Zahodni Nemčiji odpravljena. V Franciji, rodni deželi giljotine, pa so jo uporabljali vse do leta 1977 kot edino napravo za usmrčevanje.
Skupaj je bilo na giljotini ubitih približno 40.000 ljudi.